# Elliott Carter
Elliott Cook Carter Jr. (Manhattan, 11 de diciembre de 1908-Manhattan, 5 de noviembre de 2012) fue un compositor estadounidense.
Carter nació en Nueva York. Cuando era un joven músico, fue animado por Charles Ives y estudió inglés y música en la Universidad de Harvard y en la Longy School of Music, que contaba entre sus profesores con Walter Piston y Gustav Holst y donde cantó con el Harvard Glee Club. Entonces viajó a París para estudiar con Nadia Boulanger, y al retornar a EE. UU., en 1935, dirigió el Ballet Caravan.
Entre 1939 y 1941 enseñó física, matemática y griego clásico, además de música, en el St. John's College en Annapolis, Maryland.
Durante la Segunda Guerra Mundial, Carter trabajó en la Oficina de Información de Guerra. Posteriormente cubrió puestos de enseñanza en el Conservatorio de Peabody (1946-48), la Universidad de Columbia, el Queens College, New York (1955-56), la Universidad de Yale (1960-62), la Universidad Cornell (desde 1967) y la Juilliard School (desde 1972). En 1967 fue nombrado miembro de la Academia Americana de las Artes y las Letras.

## Estilo y obras
Las primeras obras de Carter están influidas por Igor Stravinski y Paul Hindemith, y su estética en consecuencia, son principalmente neoclásicas. Tuvo una preparación estricta y concienzuda en contrapunto, desde la polifonía medieval hasta Stravinski, y esto lo muestra en sus primeras composiciones, tales como el ballet Pocahontas (1938-9). Algunas de las obras que produjo durante la Segunda Guerra Mundial son francamente diatónicas, y tienen un lirismo reminiscente de Samuel Barber. Curiosamente, Carter abandonó el neoclasicismo casi al mismo tiempo que lo hizo Stravinski, diciendo que sentía que había estado evadiendo áreas vitales del sentimiento.
Su música de después de 1950 es típicamente atonal y rítmicamente compleja, indicada por la invención del término modulación métrica para describir los cambios frecuentes y precisos que se encuentran en sus obras. Entre sus composiciones más conocidas están Variaciones para orquesta (1954-5); el Doble Concierto para clavicémbalo, piano y dos orquestas de cámara (1959-61); el Concierto para piano (1967), escrito como regalo para el 85.º cumpleaños de Stravinski; el Concierto para Orquesta (1969), vagamente basado en poema de Saint-John Perse; y Una sinfonía de tres orquestas (1976).
También ha escrito cinco cuartetos de cuerda, de los cuales el Segundo y el Tercero ganaron el Premio Pulitzer de Música en 1960 y 1973, respectivamente. La Symphonia: Sum Fluxae Pretium Spei (Soy el precio de la esperanza que fluye, 1993-1996) es su obra orquestal más grande, compleja en estructura y exhibiendo niveles contrastantes de texturas instrumentales, desde delicados solos para vientos y explosiones de la percusión.
Pese a la derivación usualmente rigurosa de todo el contenido tonal de una pieza de un acorde base, o de una serie de acordes, Carter nunca ha abandonado el lirismo, y se asegura de que un texto sea cantado inteligiblemente, a veces muy simplemente. En Un espejo sobre el cual morar (1975) (basado en poemas de Elizabeth Bishop), Carter escribe una música colorida, sutil, transparente y clara; aunque cualquier nota de la obra esté derivada del contenido de una sonoridad simple. Mientras parece que Carter arma rigurosos sistemas para derivar el contenido de notas de una obra, se desvía de ellos en ocasiones: nunca toda nota puede ser explicada con el mismo rigor como sucede, por ejemplo, en Anton Webern.
Las grandes obras de la madurez de Carter están usualmente construidas en torno a polirritmos gigantescos, e intenta expandir la noción de contrapunto para agrupar simultáneamente diferentes caracteres, incluso movimientos completos, más que sólo líneas individuales.
La mayor parte de la obra de Carter está publicada por G. Schirmer/Associated Music Publishers (hasta 1982) y por Boosey and Hawkes (desde 1982).

## Obra fundamental

### Ópera
- What Next? (1997), en un acto.

### Ballet
- Pocahontas (1938/39)
- The Minotaur (1947)

### Corales
- Tarantella, para coro masculino y dos pianos (1937)
- Let's Be Gay, para coro femenino y dos pianos (1937)
- Harvest Home, a cappella (1937)
- To Music, a cappella (1937)
- Heart Not So Heavy, a cappella (1939)
- The Defense of Corinth, para narrador, coro masculino y piano a cuatro manos (1941)
- The Harmony of Morning, para coro femenino y orquesta de cámara (1944)
- Musicians Wrestle Everywhere, a cappella  (1945)
- Emblems, para coro masculino y piano (1947)

### Conciertos
- Double Concerto para piano, clavilémbalo y dos orquestas de cámara (1959/61)
- Piano Concerto (1964)
- Concerto for Orchestra (1969)
- Oboe Concerto (1986/1987)
- Violin Concerto (1989)
- Clarinet Concerto (1996)
- Cello Concerto (2001)
- Boston Concerto (2002)
- Dialogues, para piano y orquesta de cámara (2003)
- Mosaic, para arpa y acompañamiento (2004)
- Soundings, para piano y orquesta (2005)
- Interventions, para piano y orquesta (2007)
- Horn Concerto (2007)
- Flute Concerto (2008)
- Concertino for bass clarinet and chamber orchestra (2009)
- Two Controversies and a Conversation, para piano, percusión y orquesta de cámara  (2010–11)
- Dialogues II, para piano y orquesta de cámara (2012)

### Orquesta
- Symphony No. 1 (1942, revisada en 1954)
- Holiday Overture (1944, revisada en 1961)
- Variations for orchestra (1954/1955)
- A Symphony of Three Orchestras (1976)
- Three Occasions, para orquesta (1986/89)
- Symphonia: Sum fluxae pretium spei (1993/96)
- Three Illusions, para orquesta (2002/04)
- Sound Fields, para orquesta de cuerdas (2007)
- Instances, para orquesta de cámara (2012)

### Amplio conjunto
- Penthode, para conjunto (1985)
- ASKO Concerto, para dieciséis músicos (2000)
- Réflexions, para conjunto (2004)
- Wind Rose, para conjunto de viento (2008)

### Cámara
- Canonic Suite, para cuatro saxos altos o para cuatro clarinetes (1939, publicado en 1945 y revisado en 1981.[2])
- Elegy, para viola y piano, o también para cuarteto de cuerda (1943, revisado en 1961)
- Cello Sonata (1948)
- Woodwind Quintet (1948)
- Eight Etudes and a Fantasy, para cuarteto de viento (1949)
- String Quartet No. 1 (1951)
- Sonata for flute, oboe, cello, harpsichord (1952)
- String Quartet No. 2 (1959)
- Canon for 3 (1971)
- String Quartet No. 3 (1971)
- Brass Quintet (1974)
- Duo for violin and piano (1974)
- Birthday Fanfare, para tres trompetas, vibráfono y juego de campanas (1978)
- Triple Duo (1983)
- Esprit rude/esprit doux, para flauta y clarinete (1984)
- Canon for 4 (1984)
- String Quartet No. 4 (1986)
- Enchanted Prelude, para flauta y chelo (1988)
- Con leggerezza pensosa, para clarinete, violín y chelo (1990)
- Quintet for piano and winds (1991)
- Trilogy, para oboe y arpa (1992)
- Esprit rude/esprit doux II, para flauta, clarinete y marimba (1994)
- Fragment I, cuarteto de cuerda  (1994)
- String Quartet No. 5 (1995)
- Luimen, for ensemble (1997)
- Quintet for piano and string quartet (1997)
- Fragment II, para cuarteto de cuerda  (1999)
- Oboe Quartet, para oboe, violín, viola y chelo (2001)
- Hiyoku, para dos clarinetes (2001)
- Au Quai, para fagot y viola (2002)
- Call, para dos trompetas y cuerno (2003)
- Clarinet Quintet (2007)
- Tintinnabulation, para sexteto de percusión (2008)
- Tre Duetti, para violín y violonchelo (2008, 2009)
- Nine by Five, para quinteto de viento (2009)
- Trije glasbeniki, para flauta, clarinete bajo y arpa (2011)
- String Trio (2011)
- Double Trio, para trompeta, trombón, percusión, piano, violín y violonchelo (2011)
- Rigmarole, para violonchelo y clarinete bajo (2011)

### Voz
- My Love Is in a Light Attire, para voz y piano (1928)
- Tell Me Where Is Fancy Bred, para voz y guitarra (1938)
- A Mirror on Which to Dwell, para soprano y conjunto (1975)
- Syringa, para mezzo-soprano, bajo-barítono, guitarra y conjunto (1978)
- Three Poems of Robert Frost, para barítono y conjunto (1942; orquestado en 1980)
- In Sleep, in Thunder, para tenor y conjunto (1981)
- Of Challenge and of Love, para soprano y piano (1994)
- Tempo e Tempi, para soprano, oboe, clarinete, violín y violonchelo (1998/99)
- Of Rewaking, para mezzo-soprano y orquesta (2002)
- In the Distances of Sleep, para mezzo-soprano y orquesta de cámara (2006)
- Mad Regales, para seis voces (2007)
- La Musique, solo de voz (2007)
- Poems of Louis Zukofsky (2008), para mezzo-soprano y clarinete
- On Conversing with Paradise (2008), para barítono y orquesta de cámara
- What Are Years (2009), para soprano y orquesta de cámara
- A Sunbeam's Architecture (2010), para tenor y orquesta de cámara
- Three Explorations (2011), para barítono-bajo, viento y metal

### Piano
- Piano Sonata (1945/46)
- Night Fantasies (1980)
- 90+ (1994)
- Two Diversions (1999)
- Retrouvailles (2000)
- Intermittences (2005)
- Caténaires (2006)
- Matribute (2007)
- Two Thoughts about the Piano (2007)
- Tri-Tribute (2007/08)
- Fratribute (2008)
- Sistribute (2008)
- 12 Short Epigrams (2012)

### Solos instrumentales
- Eight Pieces for Four Timpani (1949/66)
- Changes, para guitarra (1983)
- Scrivo in Vento, para flauta (1991)
- Gra, para clarinete, con versión para trombón (1994)
- Figment, para violonchelo (1994)
- A 6-letter Letter, para cuerno inglés (1996)
- Shard, para guitarra (1997)
- Four Lauds, para violín (1999, 1984, 2000, 1999)
- Figment II, para violonchelo (2001)
- Steep Steps, para clarinete bajo (2001)
- Retracing, para bajo (2002)
- HBHH, para óboe (2007)
- Figment III, para contrabajo (2007)
- Figment IV, para viola (2007)
- Figment V, para marimba (2009)
- Retracing II, para cuerno (2009)
- Retracing III, para trompeta (2009)
- Retracing IV, para tuba (2011)
- Retracing V, para trombón (2011)
- Mnemosyné, para violín (2011)

## Alumnos notables
- Ronald Caltabiano
- Alvin Curran
- Tod Machover
- Jeffrey Mumford
- Ellen Taaffe Zwilich
- Jose Julian Oronoz Hernandez

### Para escuchar
- "Tránsito. Homenaje a Elliott Carter en su 100.º aniversario". Serie de 14 capítulos de Radio Clásica dedicada a "la trayectoria musical y vital" de Carter.
- Art of the States: Elliott Carter tres obras del compositor. En inglés.
- Entrevista a Elliott Carter del sitio American Mavericks. En inglés.

- Datos: Q318835